# You're a Friend of Mine
"You're a Friend of Mine" is een duet van Clarence Clemons en Jackson Browne.
Het nummer is geschreven door Narada Michael Walden en Jeffrey Cohen. Clemons was tot dan toe met name bekend als de saxofonist in de E Street Band van Bruce Springsteen. Het nummer werd uitgebracht op Clemons' soloalbum Hero uit 1985. Op 31 oktober dat jaar werd het nummer op single uitgebracht.

## Achtergrond
De toenmalige vriendin van Browne, de actrice Daryl Hannah, is als achtergrondzangeres te horen en speelt mee in de videoclip. In de begeleidingsband die in de videoclip te zien is, speelt songwriter Walden de drums. De B-kant was "Let the Music Say It", een niet-albumnummer geschreven door Clemons en Michael Jonzun.
De plaat werd in 1985/1986 een hit in meerdere landen. In Clemons' thuisland de VS werd de 18e positie bereikt in de Billboard Hot 100. In Australië werd de 9e positie behaald.
In Nederland was de plaat op zondag 24 november 1985 de 99e Speciale Aanbieding bij de KRO op toen nog Hilversum 3 (per zondag 1 december 1985 werd de zender hernoemd naar Radio 3) en werd een radiohit in de vanaf dat moment twee landelijke hitlijsten op de nationale publieke popzender. De plaat bereikte de 10e positie in de Nationale Hitparade en piekte op de 7e positie in de Nederlandse Top 40. In de TROS Top 50 werd géén notering behaald aangezien deze hitlijst op donderdag 21 november 1985 voor de laatste keer op Hilversum 3 werd uitgezonden. In de Europese hitlijst op Hilversum 3 en vanaf 5 december 1985 op Radio 3, de TROS Europarade, werd géén notering behaald.
In België bereikte de plaat de 12e positie in zowel de voorloper van de Vlaamse Ultratop 50 als de Vlaamse Radio 2 Top 30. In Wallonië werd géén notering behaald.
In de sinds december 1999 jaarlijks uitgezonden NPO Radio 2 Top 2000 van de Nederlandse publieke radiozender NPO Radio 2 stond de plaat uitsluitend in 1999, 2000, 2002 en 2004 in de lijst der lijsten genoteerd, met als hoogste notering een 1522e positie in 2002.

## Hitnoteringen

### Nederlandse Top 40
| Single met eventuele hitnotering(en) in de Nederlandse Top 40 | Datum van verschijnen | Datum van binnenkomst | Hoogste positie | Aantal weken | Opmerkingen |
| ------------------------------------------------------------- | --------------------- | --------------------- | --------------- | ------------ | ----------- |
| You're a Friend of Mine                                       | 1985                  | 04-01-1986            | 7               | 10           |             |

### Nationale Hitparade
99e Speciale Aanbieding bij  de KRO op Hilversum 3 op 24-11-1985.
Hitnotering: 14-12-1985 t/m 22-02-1986. Hoogste notering: #10 (2 weken).

### NPO Radio 2 Top 2000
| Nummer met noteringen in de NPO Radio 2 Top 2000 | '99  | '00  | '01 | '02  | '03 | '04  |
| ------------------------------------------------ | ---- | ---- | --- | ---- | --- | ---- |
| You're a Friend of Mine                          | 1846 | 1585 | -   | 1522 | -   | 1837 |

1. ↑  Een '-' betekent dat het nummer niet was genoteerd en een vetgedrukt getal geeft de hoogste notering aan.
2. ↑  Deze tabel is bijgewerkt tot en met de laatste editie (2024).